# Diflubenzuron
Le diflubenzuron est une substance active de produit phytosanitaire (ou produit phytopharmaceutique, ou pesticide), qui présente un effet insecticide, et qui appartient à la famille chimique des benzoylurées.
En raison d'une certaine rémanence il semble pouvoir poser des problèmes écotoxiques dans les zones humides (où il est utilisé pour la démoustication) et en milieu marin où via le lessivage ou une pollution aéroportée une partie des produits épandus arrivent.

## Réglementation
Sur le plan de la réglementation des produits phytopharmaceutiques :
- pour l’Union européenne : cette substance active est inscrite à l’annexe I de la directive 91/414/CEE par la directive 2008/69/CE.
- pour la France : cette substance active est autorisée dans la composition de préparations bénéficiant d’une autorisation de mise sur le marché, mais n'en dispose pas, dans le cas présent d'un usage vétérinaire, sur les saumons d'élevage.
- en Norvège le diflubenzuron est autorisé comme pesticide pour éliminer le « Pou du saumon » dans l'élevage intensif du saumon, mais a provoqué une controverse écologique en 2011-2012. De nombreux articles ont été publiés à ce sujet[3].

Un reportage de France 3 avait révélé l'affaire au grand public en 2011. Il avait été précédé d'une demande officielle de la France à la Norvège, formulée le 17 juin 2010, par le Ministre de l'Agriculture, de l'Alimentation et de la Pêche de l'époque, Bruno Le Maire, à son homologue norvégienne, puis suivi par la réponse officielle, dans une lettre datée du 23 juin 2010, de la Ministre norvégienne de l'Alimentation, de l'Agriculture et des Pêches Lisbeth Berg-Hansen à son homologue français.